# Giuseppe Garritano
Giuseppe Garritano (18 marzo 1924 – 6 maggio 2013) è stato un giornalista, traduttore e storico della Resistenza italiano.

## Biografia

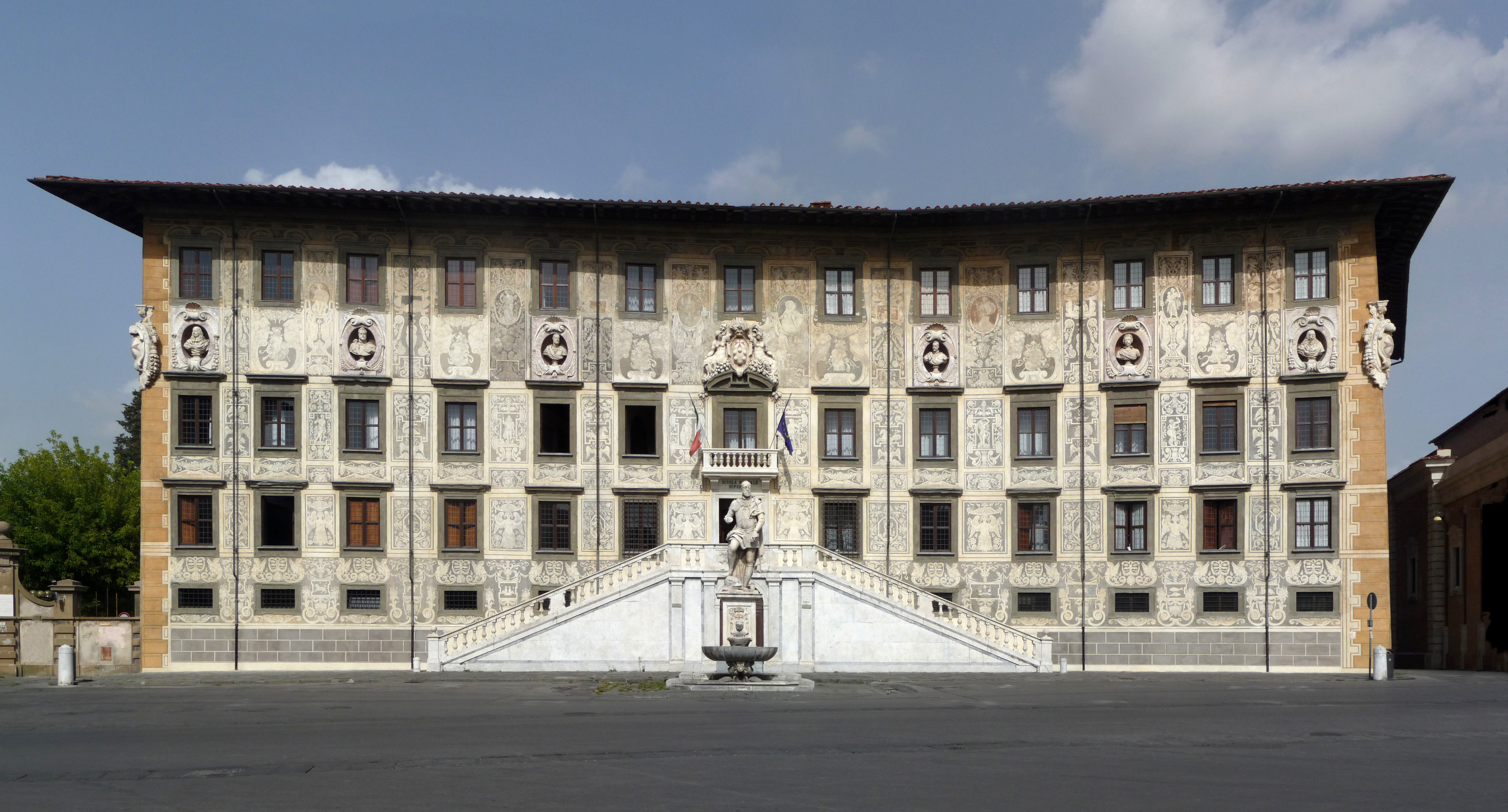
Pisa: la sede della Scuola normale superiore

Studente della Normale di Pisa dall'autunno del 1941, la conoscenza di compagni di studio e insegnanti quali Cantimori, Luporini e Calogero fanno maturare nel giovane allievo un convincimento politico antifascista.
Nell'estate dello stesso anno, un lutto familiare lo costringe a partire per la Calabria. L'invasione degli anglo-americani, sbarcati il 10 luglio 1943 in Sicilia (sbarco in Sicilia) e poco dopo, il 3 settembre, avanzati nella stessa Calabria (operazione Baytown), gli impediscono di tornare a Pisa. In quel periodo di forzata stasi, la lettura di testi marxisti nella biblioteca di un avvocato comunista e l'osservazione della perdurante miseria degli operai e contadini meridionali, condizione tanto diversa da quella propagandata dal regime, lo convincono nell'autunno del 1943 ad iscriversi al Partito Comunista.
Giunto a Roma nell'estate del 1944, quando l'arrivo delle truppe alleate aveva costretto i tedeschi a ritirarsi, insieme ad altri studenti ed operai si arruola nella Resistenza. Nell'anno scolastico 1945-46 torna infine alla Normale.
Giornalista, direttore degli Editori Riuniti, è autore, insieme con Roberto Battaglia, di una Breve storia della Resistenza italiana, pubblicato nel 1955 da Einaudi nella collezione Piccola biblioteca scientifico-letteraria e successivamente ristampata più volte, edita anche con il titolo La Resistenza italiana. Lineamenti di storia.
Numerose sono le sue traduzioni e le curatele di alcuni classici del pensiero e dell'economia marxista, quali Marx, Engels, Lenin, Dobb, insieme con testi della letteratura russa: Turgenev, Tolstoj, Čechov, Erenburg, e di critica letteraria.

## Opere
- Breve storia della Resistenza italiana, coautore Roberto Battaglia, Torino, Einaudi, 1955. Settima edizione: Roma, Editori Riuniti, 2007. ISBN 978-88-359-5955-7.

### Traduzioni e curatele
- Constancia de la Mora, Gloriosa Spagna. Autobiografia di una donna spagnuola, trad. di G. Garritano, Roma, Rinascita, 1951.
- Friedrich Engels, Nizza, Savoia e Reno, trad. di G. Garritano, Roma, Rinascita, 1955.
- Constancia de la Mora, Una donna di Madrid, trad. di G. Garritano, Roma, Editori Riuniti, 1956.
- Maurice Dobb, Storia dell'economia sovietica, trad. di V. Bacci e G. Garritano, Roma, Editori Riuniti, 1957.
- Karl Marx, Friedrich Engels, Sul Risorgimento italiano, trad. di E. Fubini e G. Garritano, Roma, Editori Riuniti, 1959.
- Ilia Ehrenburg, Uomini e anni, trad. G. Crino e G. Garritano, Roma, Editori Riuniti, 1960.
- Aleksandr Grin, Vele scarlatte, trad. di F. Frassati e G. Garritano, Roma, Editori Riuniti, 1961.
- Vasilij Aksenov, Il biglietto stellato, trad. di G. Garritano, Roma, Editori Riuniti, 1962
- Samuel Bernstein, Storia del socialismo in Francia. Dall'illuminismo alla Comune, trad. di E. Fubini e G. Garritano, Roma, Editori Riuniti, 1963.
- Evgenij Viktorovič Tarle, Napoleone, trad. di G. Benco e G. Garritano, Roma, Editori Riuniti, 1964.
- Michail Bachtin, Dostoevskij. Poetica e stilistica, trad. di G. Garritano, Torino, Einaudi, 1968.
- V.I.Lenin, Opere, vol 27, Editori Riuniti, Roma 1967
- Vladimir Lenin, Rivoluzione in Occidente e infantilismo di sinistra, trad. e note di G. Garritano, Roma, Editori Riuniti, 1969.
- Vladimir Lenin, Quaderni sull'imperialismo, a cura di G. Garritano, trad. di R. Platone e G. Garritano, Roma, Editori Riuniti, 1971.
- Vladimir Lenin, Lettera al Congresso e ultimi scritti, a cura di G. Garritano, trad. di R. Platone e G. Garritano, Roma, Editori Riuniti, 1974.
- Michail Zoščenko, Le api e gli uomini, a cura di G. Garritano, Roma, Editori Riuniti, 1980.
- Anton Čehov, L'isola di Sachalin. Dagli appunti di viaggio, trad. di G. Garritano, Roma, Editori Riuniti, 1985.
- Pierre Vilar, Le parole della storia. Introduzione al vocabolario dell'analisi storica, trad. di G. Garritano, Roma, Editori Riuniti, 1985.
- Ivan Turgenev, Opere, a cura di G. Garritano, Roma, Editori Riuniti, 1988-89.
- Lev Tolstoj, Lettere agli zar: 1862-1905, trad. di G. Garritano, Roma-Bari, Laterza, 1995.